# Ctenopontonia cyphastreophila
Ctenopontonia cyphastreophila är en kräftdjursart som beskrevs av Bruce 1979. Ctenopontonia cyphastreophila ingår i släktet Ctenopontonia och familjen Palaemonidae. Inga underarter finns listade i Catalogue of Life.